# Biegi narciarskie na Zimowych Igrzyskach Olimpijskich 1992 – sztafeta kobiet
Bieg sztafetowy kobiet podczas Zimowych Igrzysk Olimpijskich 1992 w Albertville został rozegrany 17 lutego. Wzięły w nim udział 52 zawodniczki z trzynastu krajów. Mistrzostwo olimpijskie w tej konkurencji wywalczyła reprezentacja Wspólnoty Niepodległych Państw w składzie: Jelena Välbe, Raisa Smietanina, Łarisa Łazutina i Lubow Jegorowa. 

## Wyniki
| Pozycja | Kraj                                                                                                | Czas      | Strata  |
| ------- | --------------------------------------------------------------------------------------------------- | --------- | ------- |
| 01 !    | WNP · Jelena Välbe · Raisa Smietanina · Łarisa Łazutina · Lubow Jegorowa                            | 59:34,8   | -       |
| 02 !    | Norwegia · Solveig Pedersen · Inger Helene Nybråten · Trude Dybendahl · Elin Nilsen                 | 59:56,4   | +21,6   |
| 03 !    | Włochy · Bice Vanzetta · Manuela Di Centa · Gabriella Paruzzi · Stefania Belmondo                   | 1:00:25,9 | +51,1   |
| 4       | Finlandia · Marja-Liisa Kirvesniemi · Pirkko Määttä · Jaana Savolainen · Marjut Lukkarinen          | 1:00:52,9 | +1:18,1 |
| 5       | Francja · Carole Stasinière · Sylvie Giry Rousset · Sophie Villeneuve · Isabelle Mancini            | 1:01:30,7 | +1:55,9 |
| 6       | Czechosłowacja · Ľubomíra Balážová · Kateřina Neumannová · Alžbeta Havrančíková · Iveta Zelingerová | 1:01:37,4 | +2:02,6 |
| 7       | Szwecja · Carina Görlin · Magdalena Wallin · Karin Säterkvist · Marie-Helene Westin                 | 1:01:54,5 | +2:19,7 |
| 8       | Niemcy · Heike Wezel · Gabriele Heß · Simone Opitz · Ina Kümmel                                     | 1:02:22,6 | +2:47,8 |
| 9       | Szwajcaria · Sylvia Honegger · Brigitte Albrecht · Natascia Leonardi · Elvira Knecht                | 1:02:54,1 | +3:19,3 |
| 10      | Polska · Małgorzata Ruchała · Dorota Kwaśny · Bernadeta Bocek · Halina Nowak                        | 1:03:23,0 | +3:48,2 |
| 11      | Kanada · Angela Schmidt-Foster · Rhonda DeLong · Jane Vincent · Lucy Steele                         | 1:03:38,5 | +4:03,7 |
| 12      | Japonia · Miwa Ota · Fumiko Aoki · Naomi Hoshikawa · Yumi Inomata                                   | 1:04:09,3 | +4:34,5 |
| 13      | Stany Zjednoczone · Nancy Fiddler · Ingrid Butts · Leslie Thompson · Betsy Youngman                 | 1:04:48,5 | +5:13,7 |